# Jacques Bénazet
Jean Jacques Bénazet (* 3. Dezember 1778 in Foix; † 13. März 1848 in Paris) war ein französischer Unternehmer in Baden-Baden.
Jacques Bénazet war der Sohn eines Hufschmieds; er studierte Jura in Bordeaux und praktizierte einige Zeit als Rechtsanwalt. Durch Einheirat in eine Reedersfamilie in Bordeaux gelangte er zu gesellschaftlichem Ansehen. Er wurde einer der drei Aufseher des Glücksspiels im Palais Royal und Mitpächter von zehn Spielbanken, darunter der luxuriösen Frascati und des Cercle de ètrangers. Nachdem der französische König Louis-Philippe I. im Jahr 1837 beschlossen hatte, das Glücksspiel in Frankreich zu verbieten (die tatsächliche Schließung erfolgte erst zum 31. Dezember 1838), war Bénazet gezwungen, sich nach einem neuen Tätigkeitsfeld umzusehen.
Als Antoine Chabert (1774–1850) klar wurde, dass Bénazet ihn beim Kampf um die Verlängerung für die Konzession um das Casino Baden-Baden (damals noch Konversationshaus genannt) überbieten würde, räumte er kampflos das Feld und übernahm die Konzessionen in Hessen-Nassau. 
Bénazet steigerte die Attraktivität Baden-Badens in wenigen Jahren erheblich: Er finanzierte 1845 einen Teil der Stichbahn von Oos nach Baden-Baden und sorgte dafür, dass ein Gasfabrikant aus Lyon ein Gaswerk bauen und bis 1871 betreiben konnte.
Am 9. Oktober 1840 ernannte die Stadt Baden-Baden Jacques Bénazet zum Ehrenbürger.
Nach dem Tod Jacques’ übernahm sein Sohn Edouard Bénazet (1801–1867) 1848 die Spielbank und veranlasste 1855 deren prächtige Ausstattung.